# Lockenstab
Der Lockenstab, seltener auch Lockeisen oder Onduliereisen genannt, ist ein elektrisches Gerät, mit dem Locken ins Haar gelegt werden.

## Herkunft und Entwicklung

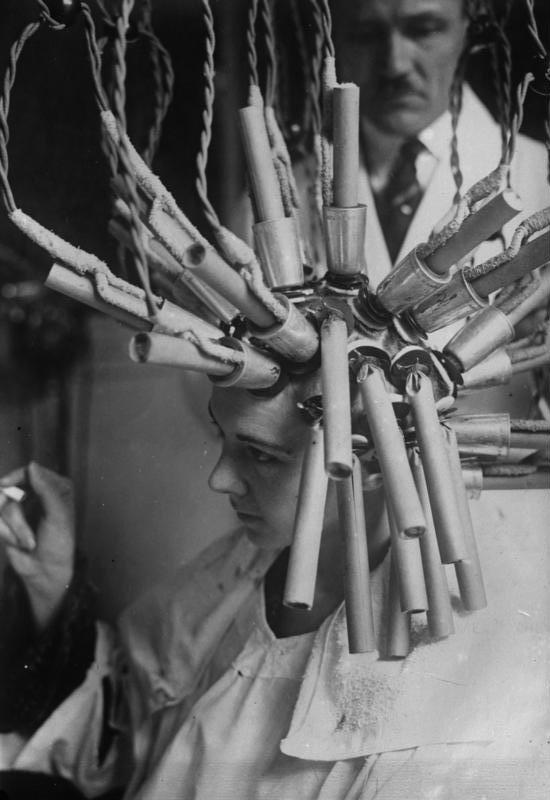
Einsatz mehrerer elektrisch beheizter Lockenstäbe

Die Anfänge des Lockenstabes lassen sich bis in die Römische Antike zurückverfolgen. Benutzt wurden lange Metallstäbe, sogenannte Calamistra (lat. plural Schilfrohr), die in einem Tongefäß im Ofen erhitzt wurden. Eine der berühmtesten Trägerinnen von Locken war die Mutter des römischen Kaisers Caligula, Agrippina die Ältere. Mit dem Untergang des Römischen Reichs ging auch das Wissen um diese Frisiermethode vorerst verloren.
Der Lockenstab, wie er heute gebraucht wird, wurde vom Pariser Erfinder und Friseur Marcel Grateu in den 1870er Jahren entworfen. In seinem Friseursalon hatten viele Kunden den Wunsch nach onduliertem Kopfhaar geäußert. Daraufhin entwickelte er einen polierten Metallstab, den er in offenem Feuer erwärmte und um den er anschließend die Haare in Spiralform aufwickelte. Durch die starke Hitze an bestimmten Punkten zog sich das Haar zusammen und kräuselte sich. Nachteilig war, dass die Hitze nicht genügend kontrolliert werden konnte, sodass es geschehen konnte, dass Haare verschmorten, oder dass die Kopfhaut Verbrennungen erlitt. Das Gerät fand deshalb zunächst nur in Friseursalons Verwendung und war nicht für den Hausgebrauch gedacht. Erst später fand der Lockenstab Eingang in private Haushalte, blieb aber bis in die 1960er Jahre ein exklusiver Artikel für die Oberschicht und galt lange als Statussymbol.
Heute sind Lockenstäbe in nahezu allen Ländern und gesellschaftlichen Schichten in großer Auswahl zu finden. Sie unterscheiden sich in der Heizleistung, Größe, Form und im Bedienkonzept. Inzwischen können die Geräte nicht nur Locken wickeln, sondern sie sind multifunktional: Es gibt Heißgeräte für leichte Wellung, für leicht geschwungenes Haar, für Zickzackwellen sowie zur Glättung.
Große Locken gelten seit langem als Statussymbol und als Ausdruck für Schönheit. Mit Hilfe eines Lockenstabes ist es durch Hitze möglich, chemische Verbindungen im Haar zu lockern und diese neu zu formen. Laut einem Kieler Dermatologen ist die Haarausbildung genetisch bedingt, wobei die Welligkeit der Haare vom Querschnitt der Haarwurzel abhänge. Bei Europäern ist der Querschnitt zumeist oval, bei Asiaten rund und bei Afrikanern asymmetrisch. Deshalb haben schwarze Menschen oftmals geringelte oder gekräuselte Haare. 
Mit Hilfe eines Lockenstabes ist es bei Menschen mit glattem Kopfhaar möglich, Locken verschiedenster Art zu bewirken. Lockenstäbe gelten deshalb als wichtiges Stylingtool und werden sowohl gewerblich in vielen Friseureinrichtungen als auch privat verwendet.

## Arten von Lockenstäben

### Lockenstab mit Klemme
Eine Klemme am Ende des Lockenstabes hält die Haare auf dem Lockenstab fest, sodass sie nicht herunterrutschen können. Grundsätzlich ist dies ein Vorteil beim Styling, da man die Haare nicht selbst halten muss. Im Idealfall sollte die Klemme bis zur Lockenstabspitze reichen, damit einzelne Haarsträhnen nicht abrutschen können. Im Falle einer falschen Anwendung, wie zum Beispiel durch ein geneigtes Abziehen des Lockenstabes von den Haaren, können Knicke an der Haarstruktur entstehen und das Haar schädigen. Außerdem bietet eine Klemme wenig Kontrolle über die Haare, da die Klemme diese festhält und auf den Lockenstab presst. Man kann demnach nicht kontrollieren, wie sehr die Haare auf den Stab gedrückt werden.

### Lockenstab ohne Klemme
Der Lockenstab ohne Klemme ist heute weit verbreitet. Er bietet mehr Kontrolle über die Haare, da man die Haare selbst über den Lockenstab gleiten lässt. In diesem Fall kann man Druck und Dauer eigenständig variieren, wodurch die Haare nicht zu lange auf dem Lockenstab verbleiben. Lockenstäbe erreichen mitunter eine Temperatur von bis zu 230 °C. Bei unkontrollierter Vorgehensweise können schnell Verbrennungen entstehen.

### Konischer Lockenstab
Ein konischer Lockenstab unterscheidet sich von einem zylinderförmigen Lockenstab in der Form des Lockenstabkopfes. Ein zylinderförmiger Lockenstab hat denselben Durchmesser über den kompletten Stab verteilt. Beim konischen Lockenstab hingegen haben der Lockenstabkopf und die Lockenstabspitze einen unterschiedlichen Durchmesser. Dadurch wird ein flexibles Styling mit einem einzigen Lockenstab ermöglicht, das Locken in verschiedenen Größen hervorbringt.

### Automatischer Lockendreher
Ein automatischer Lockendreher ist mit einem Motor ausgestattet. Dieser dreht die Haare automatisch in beide Richtungen und lockt diese. Die meisten Geräte verfügen über mehrere Temperatureinstellungen. So können die Ergebnisse variiert und verschiedene Stylings erzeugt werden. Der Lockendreher greift die Haare, lockt diese vollautomatisch und lässt sie frei. Ein Lockendreher bietet deshalb einen sehr guten Komfort und lässt sich einfacher bedienen als ein gewöhnlicher Lockenstab.